# David de Pina
David Daniel „Dany“ Varela de Pina (* 7. August 1996 in Santa Cruz) ist ein kapverdischer Boxer im Fliegengewicht. Bei den Olympischen Spielen 2024 in Paris gewann er eine Bronzemedaille und damit die erste olympische Medaille in der Geschichte seines Landes.

## Werdegang
David de Pina begann mit dem Boxsport 2002 in Santa Cruz und zog später nach Portugal, wo er im Privilégio BC in Lissabon von Bruno Carvalho, Carlos Giannoni und Jaime Felix trainiert wird. Der verheiratete Vater von zwei Kindern arbeitete nebenbei zur Finanzierung seines Lebensunterhaltes im Baugewerbe. 2016 startete er bei der afrikanischen Olympiaqualifikation in Yaoundé, wo er im Achtelfinale gegen Simplique Fotchala ausschied. Bei der afrikanischen Olympiaqualifikation 2020 in Dakar verlor er zwar in der Vorrunde mit 2:3 gegen Patrick Chinyemba, erhielt jedoch eine Wildcard zur Teilnahme an den 2021 in Tokio ausgetragenen Olympischen Spielen. Dort verlor er in der Vorrunde gegen Shahobiddin Zoirov.
2022 gewann er eine Bronzemedaille bei der Afrikameisterschaft in Maputo und nahm an der Weltmeisterschaft 2023 in Taschkent teil, wo er in der Vorrunde knapp mit 3:4 gegen Jabali Breedy unterlag. Beim 1. Olympiaqualifikationsturnier 2024 in Busto Arsizio siegte er gegen Martín Molina, ehe er gegen Kim In-kyu ausschied. Beim 2. Olympiaqualifikationsturnier 2024 in Bangkok erkämpfte er sich jedoch mit Siegen gegen Omer Ametović, Chun Tam, Dmytro Samotajew und Mahdi Parvizi einen Startplatz bei den Olympischen Spielen 2024 in Paris. Dort war er einer der beiden Fahnenträger seines Landes bei der Eröffnungszeremonie und gewann später jeweils gegen Thitisan Panmod und Patrick Chinyemba, ehe er im Halbfinale gegen Hasanboy Doʻsmatov ausschied und Bronze gewann.